# Repicatalons petit

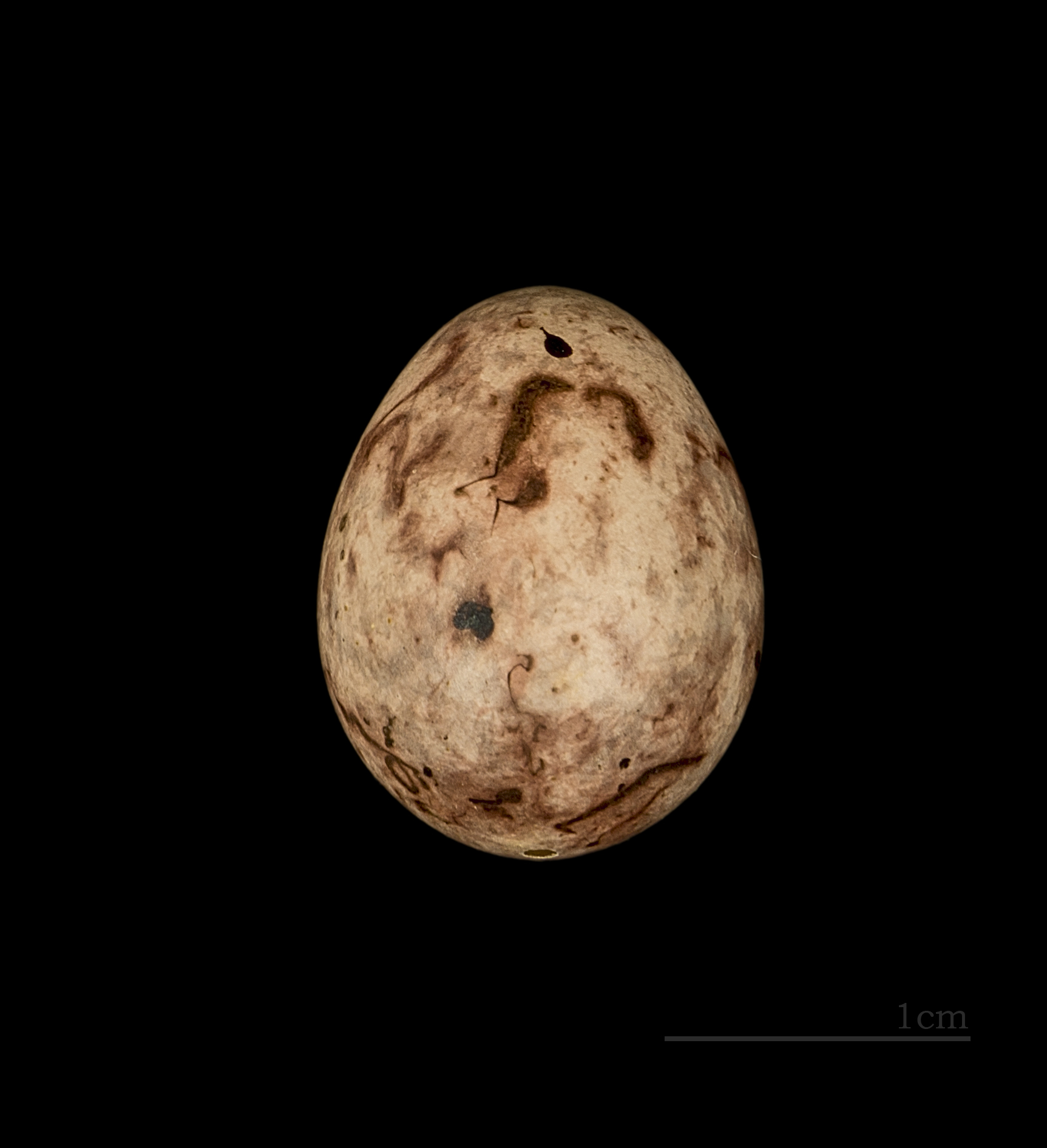
Emberiza pusilla

El repicatalons petit (Emberiza pusilla) és una espècie d'ocell de la família dels emberízids (Emberizidae) que habita matolls de bedolls i salzes al sotabosc de la taigà, al nord d'Escandinàvia i de Rússia europea i asiàtica. Passa l'hivern al sud de la Xina i zones limítrofes.

## Descripció
Fa entre 12 i 13,5 cm. Les parts superiors són de color marró densament estriades en fosc i les inferiors són blanques amb vetes negroses principalment al pit. El cap presenta un patró llistat, el rostre és de color castany, té bigoteres blanques i una llista pileal mitjana clara, mentre que les llistes pileals laterals, les oculars i les malars són negroses. L'anell periocular és blanc. Tots dos sexes tenen un aspecte similar.

## Distribució i hàbitat
És un ocell migratori que cria a la taigà, estenent-se per tot el nord d'Euràsia, des de l'est d'Escandinàvia fins a l'extrem nord-oriental d'Àsia i es desplaça cap al sud per passar l'hivern a la Xina meridional i regions adjacents fins l'extrem nord-oriental del subcontinent indi. Aquests ocells romanen a les àrees d'hivernada força temps, havent-se capturat espècimens a finals de març a Yunnan. A Bhutan on passa l'hivern una petita població sol trobar-se en camps agrícoles, principalment entre els 1000 i els 2000 msnm. A Europa occidental és un divagant molt poc habitual.
Sol criar en boscos oberts de coníferes, sovint amb alguns bedolls o salzes.

## Taxonomia
Descrit per primera vegada per Peter Simon Pallas l'any 1776, el repicatalons petit és una espècie monotípica, sense variacions geogràfiques en la seva extensa distribució paleàrtica.
El nom del gènere Emberiza prové de l'alemany alamànic «Embritz» un «bunting». El nom específic «pusilla» en llatí significa "molt petita".